# Данијел Д. Томпкинс
Данијел Д. Томпкинс (енгл. Daniel D. Tompkins; Скарсдејл, 21. јун 1774 — Статен Ајланд, 11. јун 1825) је био амерички предузетник, правник, конгресмен, четврти гувернер Њујорка у периоду од 1807. до 1817, и шести потпредседник Сједињених Држава у периоду од 1817. до 1825. године.

## Име
Томпкинс је крштен као Данијел Томпкинс, али је додао иницијал „Д.“ док је студирао на Колеџу Колумбија, како би се разликовао од једног другог Данијела Томпкинса. Није сасвим јасно шта тај иницијал представља.

## Потпредседнички мандат
Томпкинс је изабран за потпредседника на гласачком листићу са председничким кандидатом Џејмсом Монроом 1816. а поново изабран 1820. године. Мандат му је трајао од 4. марта 1817, до 4. марта 1825. У покушају да са позиције избаци тренутног гувернера Њујорка, Девита Клинтона, Томпкинс се 1820. као актуелни потпредседник САД кандидовао за гувернера Њујорка, и изгубио - Клинтон је освојио 47.447 гласова, док је Томпкинс освојио 45.900. Био је делегат на Уставној конвенцији Њујорка 1821, служећи као њен председник.
Док је био гувернер Њујорка, Томпкинс је лично позајмио новац и јемчио својом имовином када парламент Њујорка није одобрио неопходна средства за Рат 1812. Након рата, ни државна, нити савезна влада му нису надокнадиле трошкове како би могао да отплати дугове. Суђење по овом питању је трајало до 1824, када су држава Њујорк и савезна влада Томпкинсу већ дуговале 90.000$, што је била значајна сума у то доба. Финансијски проблеми су лоше утицали на Томпкинса, који је запао у алкохолизам, и било је тренутака када је као потпредседник председавао Сенатом док је био под утицајем алкохола. Умро је у Томпкинсвилу три месеца након што му се завршио потпредседнички мандат. Томпкинс је најкраће живео након завршетка мандата од свих потпредседника: свега 99 дана (од 4. марта 1825 до 11. јуна 1825).
Томпкинс је био задњи потпредседник који је два пута служио под истим председником све док Томас Р. Маршал није изабран за потпредседника са Вудром Вилсоном прво 1912, а затим 1916. године. Томпкинсов непосредни наследник, Џон К. Калхун је служио два везана мандата, али под различитим председницима (Џон Квинси Адамс 1824. и Ендру Џексон 1828).